# ياسمين كساب
ياسمين كساب (31 يناير 1986 -)، ممثلة مصرية. بدأت حياتها موديل في بعض الكليبات والإعلانات ثم اشتركت في برنامج مقالب مع الفنان حسين الامام وقامت بدور في فيلم حين ميسرة.

## وصلات خارجية
- ياسمين كساب على موقع الدهليز
- ياسمين كساب على موقع قاعدة بيانات الأفلام العربية